# Eusphaeropeltis corruscus
Eusphaeropeltis corruscus är en skalbaggsart som beskrevs av Raffaello Gestro 1899. Eusphaeropeltis corruscus ingår i släktet Eusphaeropeltis och familjen Hybosoridae. Inga underarter finns listade i Catalogue of Life.